# RTÉ Vanbrugh Quartet
RTÉ Vanbrugh Quartet, cunoscut și sub denumirea de RTÉ String Quartet, este cvartetul de coarde rezident la Raidió Teilifís Éireann, serviciul național de radiodifuziune din Irlanda cărora li se alătură artiști de la University College Cork. Membrii cvartetului sunt, de asemenea, fondatori ai Festivalului de Muzică de Cameră West Cork, apreciat la nivel internațional.

## Organizare și istorie
Cvartetul este format din Gregory Ellis și Keith Pascoe la vioară, Simon Aspell la violă și Christopher Marwood la violoncel. Face parte din RTÉ Performing Groups.
Cvartetul RTÉ a fost fondat în 1986 și a câștigat Concursul internațional de cvartete de la Londra în 1988. Este unul dintre cele mai de succes cvartete din Europa, recunoscut internațional pentru frumusețea sunetului, claritatea texturii și integritatea interpretării într-o gamă neobișnuit de largă și variată de repertoriu.
Vizitatori cunoscuți la toate principalele festivaluri din Marea Britanie, Cvartetul Vanbrugh, de asemenea, performează frecvent pentru BBC Radio 3 și concertează în mod regulat la Wigmore Hall și South Bank din Londra.
Cvartetul se bucură de o carieră internațională înfloritoare, cu apariții trecute, inclusiv concerte la Berlin (Konzerthaus), Amsterdam (Concertgebouw), Ungaria (Liszt Academy), Polonia (Festivalul Lancut), Spania (Festivalul Galicia), Festivalul din Flandra, Festivalul Menuhin, Gstaad plus numeroase vizite în Scandinavia unde s-au făcut înregistrări complete ale cvartetelor lui Beethoven. Cvartetul vizitează în mod regulat SUA având spectacole în Carnegie Hall, New York și Kennedy Center din Washington.

## Înregistrări
Hyperion Records a lansat două CD-uri Vanbrugh Quartet cu muzică de cameră realizate de Charles Villiers Stanford. Înregistrarea recentă a cvartetului a trei dintre cvintetele de violoncel ale lui Boccherini a fost prezentată ca Alegerea Editorului în revista Gramophone.
Alte CD-uri recente includ cel de-al doilea CD al lui Metronome dedicat muzicii compozitorului din Belfast Piers Hellawell, o lansare Black Box a celor trei cvartete ale lui Ian Wilson și o înregistrare pentru Hyperion a lucrărilor pentru cvartet și soprană de John Tavener. Aceste înregistrări se alătură unei discografii de douăzeci și unu de albume, care include cvartetele complete ale Beethoven și lucrări ale lui Haydn, Schubert, Dvořák, Janáček, Dohnányi, E.J. Moeran, Robert Simpson, John Tavener, John McCabe, John Kinsella, Raymond Deane, Brian Boydell și Walter Beckett.